# Dietrich Hans Sebastian von Unruh
Dietrich Hans Sebastian von Unruh  (* 26. Februar 1748 in Crossen, Herzogtum Crossen; † 23. Juni 1794 in Clausdorf) war ein preußischer Leutnant, Kammerherr und Landrat.

## Herkunft
Dietrich Hans Sebastian von Unruh war der Sohn des preußischen Majors Kaspar Rudolph von Unruh (1710–1781), der sich in der Schlacht von Maxen ausgezeichnet hatte. Der Vater besaß seit 1749 das Gut Niedewitz und war zweimal verheiratet. Seine Mutter war Louisa Juliane (* 1716; † vor 1758), geb. von Zobeltitz aus dem Haus Selchow. Sein jüngerer Bruder Anselm Rudolph von Unruh (1753–1832) war von 1797 bis 1806 Landrat des Kreises Bomst.

## Leben
Dietrich Hans Sebastian trat 1757 in das Dragonerregiment Nr. 3 in Friedeberg von Achaz Heinrich von Alvensleben ein. Nachdem er 1763 Fähnrich und 1766 Leutnant geworden war, wurde er im Juni 1775 krankheitsbedingt vom Militärdienst verabschiedet. Am 19. September 1786 wurde er preußischer Kammerherr. Nachdem er Kreisdeputierter im Kreis Deutsch Krone geworden war, vertrat er im Frühjahr 1793 übergangsweise den dortigen Landrat Ferdinand George von Oppeln-Bronikowski. Nach der Wahl zum Landrat am 1. August 1793 übernahm er endgültig dessen Posten als Landrat im Kreis Deutsch Krone. Anfang Februar 1794 legte er erfolgreich das Große Examen ab. Am 21. Februar folgte dann die Bestallung zum Landrat. Nach seinem Tod im Jahr 1794 wurde 1795 Carl George Ferdinand von Falckenhayn sein Nachfolger.

## Persönliches
Dietrich Hans Sebastian von Unruh war in erster Ehe seit 1773 mit Beate Henriette († 13. August 1774 in Heinersdorf), geb. von Kupperwolff, verheiratet. Um 1775/76 übernahm er von seiner Stiefmutter Henriette Charlotte, Tochter des Landrats des Kreises Züllichau, Wolff Caspar von Sack, das Gut Heinersdorf. 1777 heiratete er in zweiter Ehe Anna Louise Friederike, geb. von Wedel. In dritter Ehe verehelichte er sich mit Friederike Louise Eleonore, geb. von Unruh. Um 1790 hatte er sich auf Clausdorf in Westpreußen niedergelassen.